# Henry Somerset (2. hrabia Worcester)
Henry Somerset, 2. hrabia Worcester (ur. 1496, zm. 26 listopada 1549) – angielski arystokrata, najstarszy syn Charlesa Somerseta, 1. hrabiego Worcester, i Elizabeth Herbert, 3. baronowej Herbert, córki 2. hrabiego Pembroke.

## Życiorys
Ok. 1513 r. zmarła matka Henry’ego, który po jej śmierci odziedziczył tytuł 4. barona Herbert. W 1514 r. został wpierw konstablem zamku Usk, a następnie zamku Dynas. W 1523 r. został konstablem i stewardem zamku Brecknock. W tym samym roku brał udział w kampanii księcia Suffolk we Francji. 1 listopada został przez księcia pasowany na rycerza w miejscowości Roye. W 1525 r. został konstablem zamku Caerleon. Po śmierci ojca w 1526 r. odziedziczył tytuł 2. hrabiego Worcester.
Worcester był dwukrotnie żonaty. Swoją pierwszą żonę poślubił ok. 1514 r. Była nią Margaret Courtenay (ok. 1499 – przed 1526), córka Williama Courtenay, 1. hrabiego Devon, i Katarzyny York, córki króla Edwarda IV. 15 czerwca 1514 r. małżonkowie uzyskali papieską dyspensę. Henry i Margaret nie mieli razem dzieci.
Drugą żoną Worcestera została ok. 1526 r. Elizabeth Browne (zm. 1565), córkę sir Anthony’ego Browne’a i Lucy Neville, córki 1. markiza Montagu. Z małżeństwa narodziło się czterech synów i cztery córki:
- William Somerset (ok. 1527 – 21 lutego 1589), 3. hrabia Worcester
- Francis Somerset (zm. 10 września 1547)
- Charles Somerset
- Thomas Somerset
- Anne Somerset (zm. 8 września 1591), żona Thomasa Percy’ego, 7. hrabiego Northumberland, miała dzieci
- Eleanor Somerset, żona sir Rogera Vaughana i Henry’ego Johnsa
- Joan Somerset, żona Edwarda Mansela
- Lucy Somerset (zm. 23 lutego 1583), żona Johna Neville’a, 4. barona Latimera, miała dzieci

Został pochowany w Chepstow w hrabstwie Monmouthshire. Jego następcą został jego najstarszy syn.